# Pseudanthias sheni
Pseudanthias sheni är en fiskart som beskrevs av Randall och Allen, 1989. Pseudanthias sheni ingår i släktet Pseudanthias och familjen havsabborrfiskar. Inga underarter finns listade i Catalogue of Life.